# Kabugao
Kabugao es un municipio y la cabecera de la provincia de Apayao en Filipinas. Según el censo del 2000, tiene 13 985 habitantes.

## Barangayes
Kabugao se divide administrativamente en 21 barangayes.
| - Badduat - Baliwanan - Bulu - Dagara - Dibagat - Cabetayan - Karagawan - Kumao - Laco - Lenneng (Liyyeng) - Lucab | - Luttuacan - Madatag - Madduang - Magabta - Maragat - Musimut - Nagbabalayan - Población - Tuyangan - Waga |